# Pró-fármaco
Os pró-fármacos são fármacos que são administrados em forma inativa, sendo ativados somente após biotransformação (metabolismo normal). Estes podem melhorar a absorção ou a ação. Podem ter ativação intracelular ou extracelular.
Normalmente uma droga é administrada na forma ativa e inativada pela biotransformação.

## Exemplos
- Fosamprenavir (antiviral inativo) é hidrolisado em amprenavir (ativo).
- Levodopa é bioactivada pela DOPA descarboxilase à dopamina ativa.
- Devido à menor polaridade, a pivampicilina é mais facilmente absorvida no intestino. É posteriormente convertida em ampicilina, no sangue, pela enzima esterase.
- A codeína, heroína, e outros opioides são convertidos em morfina pela enzima do citocromo P450 CYP2D6.

No entanto, em torno de 10% da população caucasoide não consegue converter a codeína em morfina no fígado, por defeitos genéticos.
- A lisdexanfetamina, pró-fármaco da dextroanfetamina, utilizada no tratamento do TDAH e narcolepsia.

## História
Albert, no ano de 1958, foi quem primeiro chamou os compostos que necessitavam de biotransformação para estabelecer seu efeito de pró-fármacos. Harper, em 1959, incluiu o termo latenciação para o processo de obtenção destes espécimes de fármacos. Somente a partir dos anos 70 a latenciação tornou-se mais elucidada, devido a farmacocinética ganhar maior compreensão pelos pesquisadores. Muitos outros termos já foram usados, mas pró-farmaco foi o mais bem aceito e estabelecido.